# 皱叶木兰
皱叶木兰（学名：Magnolia praecocissima）为木兰科木兰属下的一个种。

## 扩展阅读
維基物種上的相關：皱叶木兰